# Dansk Teknologi
Dansk Teknologi A/S er en dansk ingeniør virksomhed grundlagt i 1982. Virksomheden arbejder med industriel produktudvikling. Desuden leveres systemer til minimering af NOx forurening fra skibe.